# 威航252號班機事故
威航252號班機事故為2016年5月6日深夜一架編號ZV252班機，由臺灣桃園國際機場飛往日本東京羽田國際機場，於當日22時26分準點起飛後不到30分鐘傳出有乘客的行動電源因過熱導致冒煙並起火，但隨即被趕到的空服員利用機上滅火器撲滅。機長決定返航桃園機場進行航機檢查，航機平安地在同日23點21分返航桃園機場。
，全機169人無人傷亡。